# Creu de terme de Vallfogona de Riucorb
Creu de terme de Santa Maria de Vallfogona de Riucorb és una obra de Vallfogona de Riucorb (Conca de Barberà) inclosa a l'Inventari del Patrimoni Arquitectònic de Catalunya.

## Descripció
Creu de terme situada a la plaça de l'església. Actualment es troba bastant deteriorada. Consta d'una base quadrangular, una columna hexagonal, un cos esculpit, també hexagonal, amb figures bíbliques en relleu i una creu amb el braç vertical més llarg que l'horitzontal. La creu té en una cara un Crist Crucificat de trets molt primitius i en l'altra una Verge amb dos caps d'àngels als costats.